# Миноносец №134
№ 134 — один из 25 миноносцев типа «Пернов», построенных для Российского Императорского флота.

## История корабля
Заложен на стапеле Невского судомеханического завода в 1894 году, спущен 14 октября 1895, вступил в строй в 1897 году. В 1910 году прошёл капитальный ремонт и модернизацию. 20 марта 1914 года сдан к Кронштадтскому военному порту для разоружения, демонтажа и реализации с исключением из списков Балтийского флота.